# Manteno
Manteno är en ort (village) i Kankakee County, i delstaten Illinois, USA. Enligt United States Census Bureau har orten en folkmängd på 9 224 invånare (2011) och en landarea på 12,9 km².